# 贝叙埃茹勒
贝叙埃茹勒（法語：Bessuéjouls，法語發音：[bɛsɥeʒul]）是法国阿韦龙省的一个市镇，属于罗德兹区。

## 地理
贝叙埃茹勒（44°31'35"N, 2°43'43"E）面积11.29 平方千米，位于法国奧克西塔尼大區阿韦龙省，该省份为法国南部内陆省份，位于法國中央高原南部，北起顺时针与康塔爾省、洛泽尔省、加尔省、埃罗省、塔恩省、塔恩-加龙省和洛特省接壤。
与贝叙埃茹勒接壤的市镇（或旧市镇、城区）包括：博祖勒、库比苏、埃斯帕利永、塞布拉扎克。

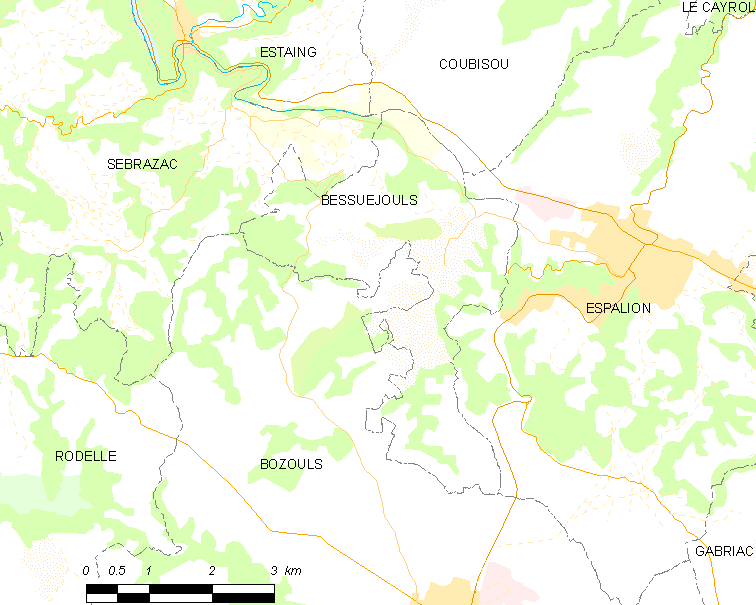
贝叙埃茹勒的OSM定位图

贝叙埃茹勒的时区为UTC+01:00、UTC+02:00（夏令时）。

## 行政
贝叙埃茹勒的邮政编码为12500，INSEE市镇编码为12027。

## 政治
贝叙埃茹勒所属的省级选区为洛特-特吕耶尔县。

## 人口

1962-2008年间贝叙埃茹勒人口变化图示

贝叙埃茹勒于2022年1月1日时的人口数量为223人。